# Austin Cuvillier
Austin Cuvillier, né sous le nom d'Augustin Cuvillier le 20 août 1779 à Québec et mort le 11 juillet 1849 à Montréal, est un homme d'affaires et homme politique canadien.

## Biographie
Augustin Cuvillier est né le 20 août à Québec en 1779 et meurt le 11 juillet en 1849 à Montréal. Engagé par un commissaire-priseur de Montréal, il reprend l'entreprise lorsque son employeur prend sa retraite. Après il s'associe avec deux autres hommes, mais l'entreprise fait faillite. À cette époque, Cuvillier avait adopté le prénom de Austin, un anglicisme. En 1807, il fait partie d'une entreprise de vente aux enchères.

### Bas-Canada
Au cours de la guerre de 1812, il sert dans la milice. En 1814, il est élu à l'Assemblée législative du Bas-Canada, représentant le Comté de Huntingdon (Québec) en tant que membre du Parti canadien. Il joue un rôle important dans la fondation de la Banque de Montréal et est l'un de ses premiers administrateurs. Il contribue à fonder la compagnie d'assurance en incendie de Montréal et en devient président en 1820. En 1821, il fait partie de la commission de négociation pour le partage des droits de douane entre le Bas et le Haut-Canada. Il s'oppose à l'union des deux Canadas. En 1828, il participe à la présentation de pétitions contre le gouverneur George Ramsay à Londres. En 1829, il commence à prendre ses distances du Parti patriote. Il s'oppose aux quatre-vingt-douze résolutions qui ont été présentées en 1834. En 1836, il est l'un des plus importants commissaires-priseurs de Montréal et sert comme président du Comité de commerce de la ville, et plus tard comme président de la Chambre de commerce de Montréal. Il commande un bataillon de la milice au cours de la Rébellion des patriotes.

### Province du Canada
En 1841, il est élu à la première législature de la province du Canada comme représentant de Huntingdon et est élu orateur (président). En 1844, il défend le gouverneur Charles Theophilus Metcalfe contre les réformateurs lorsque le gouverneur souhaite conserver un contrôle exclusif sur le patronage. Cela provoque la fin de sa carrière politique et Cuvillier retourne à son entreprise de vente aux enchères.
Il meurt du typhus à Montréal en 1849.

## Hommages
Une rue a été nommée en 1972 dans la ville de Québec.